# Miagrammopes guttatus
Miagrammopes guttatus är en spindelart som beskrevs av Cândido Firmino de Mello-Leitão 1937. 
Miagrammopes guttatus ingår i släktet Miagrammopes och familjen krusnätsspindlar. Inga underarter finns listade i Catalogue of Life.